# Inongo
Inongo est une ville, chef-lieu de la province du Mai-Ndombe en république démocratique du Congo, située sur les rives du Lac Mai-Ndombe au nord-est de Kinshasa.

## Géographie
La localité est située sur la rive orientale du Lac Mai-Ndombe, elle est desservie par la route RS204 à 848 km au nord-est de Kinshasa.

## Histoire
Jusqu'en 2015, Inongo faisait partie de la province du Bandundu. Elle est la principale ville sur les côtes du Lac Mai-Ndombe " eau noire" (ex Lac Léopold II,150 km de long et 50 km de large) situé totalement dans ce territoire. Elle fut l'un des principaux centres d'exploitation du caoutchouc et du copal sous l'État indépendant du Congo et du Congo Belge en faisant partie du Domaine de la Couronne, domaine privé du roi Léopold II de Belgique. Alphonse Jacques, connu plus tard sous le nom de Général Jacques de Dixmude a dirigé énergiquement la récolte du caoutchouc dans cette région entre 1895 et 1898.

## Environnement
La ville possède d'un climat est tropical humide. Le sol du secteur d'Inongo est argilo-sablonneux, très propice à l'agriculture sur un relief relativement plat avec quelques légères dénivellations. Il est baigné par le lac Maï-Ndombe et ses rivières dont les plus importantes sont la Lokoro, Botwala, Bowele, Lobeke et Mpongoboli. 

## Administration
Chef-lieu provincial de 27 228 électeurs recensés en 2018, Inongo a le statut de ville divisée en trois communes de moins de 80 000 électeurs : 
- Bonse, (7 conseillers municipaux)
- Mpolo, (7 conseillers municipaux)
- Mpongonzoli, (7 conseillers municipaux)

## Société
La ville d'Inongo, essentiellement administrative (22 % de ses habitants sont agents et fonctionnaires de l’État), est sociologiquement constituée des Ntomba, Bolia, Basengele et Ekonda  (faisant partie des Anamongo) qui vivent avec les Autochtones Batwa depuis toujours. Ville cosmopolite, on y rencontre également les Basakata, Baboma, Nkundo, Banunu-Bobangi et les Munukutuba.

## Population
Le dernier recensement date de 1984, l'accroissement annuel de la population est estimé à 2,56 en 2012,.
| 1984   | 2004   | 2012   |
| ------ | ------ | ------ |
| 21 596 | 39 769 | 48 688 |

## Transport
La ville est desservie par un terrain d'aviation.

## Personnalités liées à la ville
- Dominique Weloli Kanda Nzale (1956-), homme politique de la République démocratique du Congo et ministre provincial, y est né[6].